# Uaxuctum
Uaxuctum (1966), subtitulada "La leyenda de la ciudad maya, destruida por ellos mismos por motivos religiosos", para siete percusionistas, timbalista, coro y 23 músicos, es una sinfonía coral en cinco movimientos del compositor italiano Giacinto Scelsi. Es una obra de notable evocatividad y dramatismo, casi rozando lo descriptivo, y la creación más innovadora, audaz y compleja de su autor desde el punto de vista técnico, siendo una pieza de difícil ejecución para sus intérpretes, especialmente en la parte vocal.

## Características de la obra
- Duración: 20 minutos aproximadamente.
- Instrumentación: 2 sopranos, 2 tenores, coro mixto a 10 y 12 voces, 3 clarinetes (piccolo, normal y bajo), 4 trompas, 2 trompetas, 3 trombones, 2 tubas (tenor y baja), sistro, vibráfono, ondas Martenot, timbales, 7 percusionistas (bidón de 200 litros, gran semiesfera de aluminio, plancha de metal de 2 m de alto) y 6 contrabajos.
- Estreno: 12 de octubre de 1987 en Colonia (Alemania), Orquesta y Coro Filarmónicos de Colonia dirigidos por Hans Zender, durante el concierto inaugural del Festival de Música Contemporánea de la Sociedad Internacional de Música Contemporánea (SIMC).
- Partitura: Éditions Salabert, París (Francia); ref. EAS 18436.
- Discografía: Orquesta y Coro Filarmónicos de la Radio-Televisión Polaca de Cracovia, dirigidos por Jürg Wyttenbach. Grabación en abril de 1989 en la iglesia de Santa Catalina de Cracovia (Polonia). Editada en Francia por Accord; ref. 200612 (1989), ref. 201692 (1992). Reeditada por Universal-Musidisc; ref. 476 107-2 (2003[1]).

Su título es una alteración —de apariencia entre exótica y latinizante— del nombre dado por los arqueólogos a la antigua ciudad maya de Uaxactún, sita en la región guatemalteca de El Petén. Como el resto de ciudades mayas, Uaxactún fue abandonada a finales del siglo VIII por razones que han permanecido largo tiempo en el misterio, habiéndose postulado desde invasiones extranjeras hasta motivaciones derivadas de su religión y mitología, pasando por otras bastante más fantasiosas; si bien al parecer recientemente se han encontrado pruebas geológicas de que la causa del declive de la civilización maya fue una brutal sequía. Si a éstas por largo tiempo intrigantes circunstancias unimos el hecho de que los mayas llevaban una vida imbuida en sus creencias religiosas, en donde cada faceta del mundo era percibida como una manifestación de lo trascendente, no es de extrañar que Scelsi encontrara en este tema un material de partida idóneo para el desarrollo de sus inquietudes místico-sonoras. Scelsi imaginará para la catástrofe una autoinmolación por motivos religiosos —no revelados— y hará revivir ante nuestros oídos el esplendor y ocaso de toda una civilización entre lo histórico y lo legendario.